# Полярис (роман)
«Полярис» (англ. Polaris) — научно-фантастический роман американского писателя Джека Макдевита, продолжение серии произведений про Алекса Бенедикта, написанное спустя 15 лет, впервые опубликованный издательством Ace Books в 2004 году. Номинировался на премию Небьюла в 2005 году в категории лучший научно-фантастический роман. Алекс Бенедикт, торговец космическим антиквариатом, владелец корпорации «Рэйнбоу» и его партнёр Чейз Колпат втянуты в историю пропавших 60 лет назад знаменитых пассажиров космического корабля «Полярис».

## Сюжет

### Вселенная серии романов
Вселенная серии романов про Алекса Бенедикта развивается приблизительно через 10 000 лет от нашего времени (приблизительно 11 600 °C.E.). Как стало ясно в следующей книге про Алекса Бенедикта «Искатель», в ходе развития истории человеческая цивилизация вышла в космос и разошлась через значительную часть Рукава Ориона нашей галактики.
Человечество в ходе космической экспансии столкнулось с инопланетной цивилизацией ашиуров. Сфера миров ашиуров описывается автором как примыкающей к мирам человеческой цивилизации по периметру — первый контакт состоялся не менее чем за несколько сотен лет до истории сюжета. Автор сообщает, что цивилизация ашиуров находилась примерно на том же технологическом уровне, что и человеческая, а сами они принадлежат к гуманоидам. Ашиуры не способны воспроизводить устную речь без механических приспособлений, поэтому часто их называют «немыми». Ашиуры являются телепатами и могут с некоторым трудом «читать» человеческие мысли и эмоции. Ашиурская цивилизация характеризуется как гораздо более древняя, чем человеческая цивилизация (приблизительно 75 000 лет против, возможно, 15 000), но как развивающаяся гораздо медленнее. Ашиурам человеческая натура кажется угрожающей, а люди — агрессивными, ненадёжными и неэтичными. Себя ашиуры считают более развитым типом, чем людей.
Человеческая цивилизация распространилась во многих мирах галактики и создала Конфедерацию. Все миры поддерживают связи с Землёй. В ходе развития сюжета предыдущего романа главные герои обнаруживают утерянный ранее космический корабль с квантовым двигателем, позволяющий мгновенно преодолевать значительные расстояния, чего не мог делать сверхсветовой двигатель Армстронга. Это даёт человечеству огромное технологическое преимущество перед ашиурами. Люди начинают модернизировать космические корабли со старыми двигателями на квантовые двигатели. Это позволяет положить конец войне людей и ашиуров, но отношения между цивилизациями остаются напряжёнными.

### Основной сюжет
История рассказывает о таинственной пропаже богатых и знаменитых пассажиров роскошной космической яхты «Полярис». 60 лет назад «Полярис» отправился в дальний космос, чтобы пассажиры смогли наблюдать редкое событие — столкновением двух звёзд. На обратном пути корабль исчезает, а на его поиски отправляют несколько кораблей флота. Когда яхту обнаруживают, на ней не находят ни экипажа, ни пассажиров, при этом яхта находится в целости и сохранности. История так и остаётся не разгаданной. Через шестьдесят лет, Алекс Бенедикт, желая приобрести на аукционе некоторые предметы с «Поляриса», неожиданно выясняет, что кто-то пытается всеми силами уничтожить все артефакты, связанные с кораблём, а заодно и всех тех, кто имел с ними дело или даже случайно оказался поблизости.
В отличие от первого романа серии «Военный талант», здесь и в дальнейших книгах рассказ ведётся от лица партнёра Алекса Бенедикта, Чейз Колпат.

### Главные герои
Алекс Бенедикт — авторитетный и очень успешный торговец космическим антиквариатом, основатель и владелец корпорации «Рэйнбоу». Его интерес к этой области вызвал его дядя Габриэль Бенедикт, который учил его с раннего возраста.
Чейз Колпат. Партнёр Алекса по бизнесу и опытный частный межзвёздный пилот.

## Премии и награды
- 2005, Номинация на премию Небьюла в категории «Лучший роман»[1]